# Cardington (Ohio)
Pour les articles homonymes, voir Cardington.
Cardington est un village américain situé dans le comté de Morrow, dans l'Ohio. Selon le recensement de 2010, sa population est de 2 047 habitants.